# 흥국사 (남양주시)

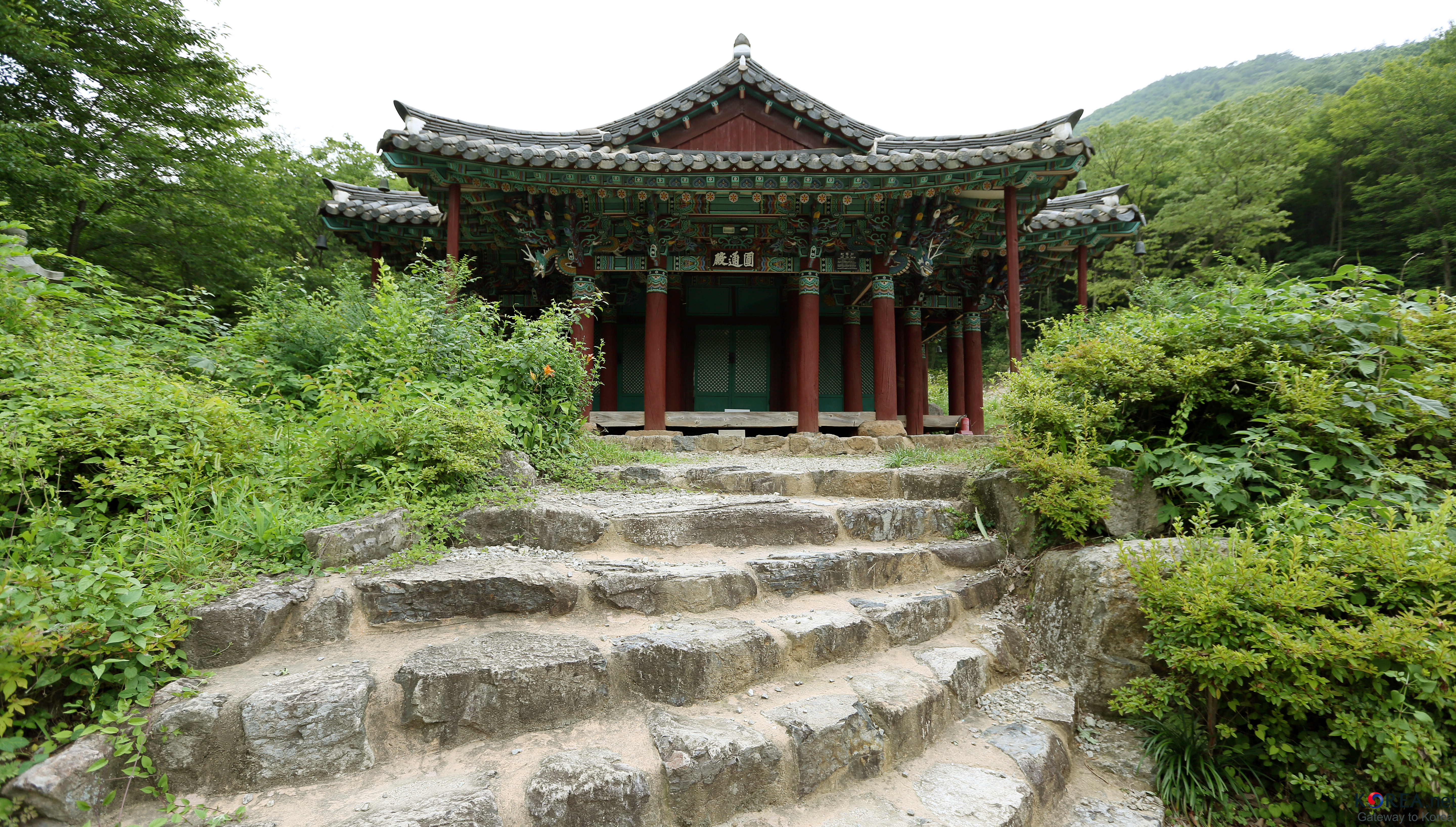

흥국사(興國寺)는 경기도 남양주시에 있는 사찰이다. 조선 중기 이후 왕실의 원당이었다. 1790년(정조 14년)에는 오규정소로 선정되었다. 오규정소는 관리들이 사찰에 머물면서 왕실의 무사함을 빌던 곳이다.

## 소장 문화재

### 보물
- 남양주 흥국사 소조석가여래삼존좌상 및 16나한상 일괄 - 보물 제1798호

### 등록문화재
- 남양주 흥국사 대방 - 등록문화재 제471호

### 경기도 유형문화재
- 남양주 흥국사 성임당탑 - 경기도 유형문화재 제203호
- 남양주 흥국사 대웅보전 목조석가삼존불좌상 - 경기도 유형문화재 제252호
- 남양주 흥국사 목조지장보살삼존상 및 시왕상일괄 - 경기도 유형문화재 제253호
- 남양주 흥국사 영산전 - 경기도 유형문화재 제289호

### 경기도 문화재자료
- 남양주 흥국사 대웅보전 - 경기도 문화재자료 제56호